# Mysidia havilandi
Mysidia havilandi är en insektsart som beskrevs av Broomfield 1985. Mysidia havilandi ingår i släktet Mysidia och familjen Derbidae. Inga underarter finns listade i Catalogue of Life.